# Craspedodon
Craspedodon là một chi khủng long, được Dollo mô tả khoa học năm 1883.